# Alpha Cancri
Alpha Cancri (Acubens, Sertan, 65 Cancri) é uma estrela na direção da constelação de Cancer. Possui uma ascensão reta de 08h 58m 29.20s e uma declinação de +11° 51′ 28.0″. Sua magnitude aparente é igual a 4.26. Considerando sua distância de 173 anos-luz em relação à Terra, sua magnitude absoluta é igual a 0.63. Pertence à classe espectral A5m.